# Ди Бьяджо, Луиджи
Луи́джи Ди Бья́джо (итал. Luigi Di Biagio; род. 3 июня 1971, Рим) — итальянский футболист и футбольный тренер.

## Карьера

### Игровая
Луиджи Ди Бьяджо начал свою карьеру в клубе «Лацио», дебютировал в котором в 1988 году, в следующем сезоне Ди Бьяджо перешёл в клуб серии В «Монцу», а затем вылетел с клубом в серию С1. В «Монце» Ди Бьяджо выступал на всех позициях, включая даже центрального нападающего. В 1992 году Ди Бьяджо перешёл в клуб «Фоджа», куда его пригласил талантливый тренер Зденек Земан, именно Земан нашёл для Ди Бьяджо на поле позицию центрального полузащитника, на которой Ди Бьяджо выступал уже до конца карьеры.
В 1995 году Ди Бьяджо ушёл в «Рому», этот переход был тем удивительнее, что Луиджи был воспитанником и болельщиком «Лацио», главного антагониста «Ромы». В римском клубе Ди Бьяджо провёл 5 сезонов, и перешёл в «Интер», проведя за клуб 88 матчей, в которых забил 13 голов. В 2003 году Ди Бьяджо перешёл в «Брешию», в которой играл в серии В. В 2006 году Ди Бьяджо по обоюдному согласию расторг контракт с «Брешией» и в октябре перешёл в «Асколи», но из-за действующего контракта с клубом он смог выступать за «Асколи» лишь с января 2007 года, а потому игроку пришлось поддерживать спортивную форму в любительском клубе «Полиспортива Ла Сторта Рома», где тренером работал его друг Алессандро Романо. За «Асколи» Ди Бьяджо провёл лишь 5 матчей и забил 2 гола, успев получить жёлтую и красную карточки, после чего завершил спортивную карьеру.
В сборной Италии Ди Бьяджо дебютировал 28 января 1998 года в матче со сборной Словакии. Всего же за национальную команду Луиджи провёл 31 матч, в которых забил 2 мяча. Он участвовал в двух чемпионатах мира и одном чемпионате Европы. Свой последний матч за «Скуадру Адзурру» Ди Бьяджо провёл в ноябре 2002 года.

### Тренерская
Завершив карьеру игрока, Ди Бьяджо начал карьеру тренера, в январе 2008 года возглавив молодёжный состав «Ла Сторта Ромы». 3 июля 2008 года он получил временное разрешение тренера первой категории. 25 июля 2011 года назначен главным тренером молодёжной сборной Италии (до 20 лет). 2 июля 2013 года назначен главным тренером молодёжной сборной Италии (до 21 года). Сменил на этом посту Дэвиса Манджу.
5 февраля 2018 года Ди Бьяджо назначен временно исполняющим обязанности главного тренера сборной Италии.
10 февраля 2020 года назначен главным тренером клуба СПАЛ, занимавшего с 15-ю очками последнее 20-е место после 23-го тура чемпионата Италии 2019/20. Контракт подписан до 30 июня 2020 года.
8 марта 2020 года Луиджи одержал свою первую победу в новом коллективе, обыграв на выезде «Парму» (1:0) в рамках перенесенного из-за эпидемии коронавируса матча 26-го тура Серии А сезона 2019/20.
3 августа 2020 года, после поражения в матче заключительного 38-го тура Серии А с «Фиорентиной», объявил об уходе с поста главного тренера команды. По итогам сезона 2019/20 СПАЛ вылетел в Серию В.

## Достижения
- Кавалер ордена за заслуги перед Итальянской Республикой: 12 июля 2000 года[10]